# Bellyache
«Bellyache» —en español: «Dolor de vientre»— es una canción de la cantante estadounidense Billie Eilish. Se lanzó el 24 de febrero de 2017, a través de Interscope Records y Darkroom Records, como parte de la promoción de su EP debut Don't Smile at Me (2017). La pista fue escrita por Billie Eilish junto a su hermano Finneas O'Connell. Alcanzó la certificación de plata en el Reino Unido, la certificación de platino en Canadá y Estados Unidos, y el disco doble de platino en México y Australia.

## Antecedentes y composición
«Bellyache» es una canción de electropop, con influencias R&B, hip hop, y deep house. Según la partitura publicada en Musicnotes.com por Universal Music Publishing Group, la canción está compuesta en clave de mi menor, a un ritmo moderado de 100 latidos por minuto y un rango vocal de E3 a B4. Los versos de la canción cuentan con una guitarra acústica, mientras que el coro se basa principalmente de sintetizadores.
Según Eilish, la letra de la canción fue escrita desde una perspectiva completamente ficticia, sobre un psicópata que mata a las personas cercanas a ella. Ella dijo que en general, la canción trata sobre «el concepto de culpa».

## Recepción crítica
Mike Wass de Idolator, lo calificó de «siniestro himno sintetizador que enfurece positivamente la furia y la frustración». Jason Lipshutz de Billboard dijo que «ella envolvió las macabras letras en torno a un pre-coro delicioso y un patrón acústico constante que finalmente da paso a una caja de ritmos candente». Estelle Tang de Elle lo calificó como una pista «golpeadora de malas decisiones».

## Video musical
El video musical, dirigido por Miles y AJ, se estrenó el 22 de marzo de 2017. En él, Eilish, se encuentra vestida con un conjunto completamente amarillo, y va camina por un desierto largo y vacío, arrastrando un vagón rojo lleno de bolsas, que finalmente revela que está lleno de dinero en efectivo. A lo largo del video, lanza billetes de un dólar en el aire y baila a lo largo de la carretera. El video termina cuando un oficial de policía la detiene mientras come una rosquilla y hace girar un bastón mientras deja caer una flor en el suelo.

## Posicionamiento en listas
| Listas (2018–2019)                                        | Mejor posición |
| --------------------------------------------------------- | -------------- |
| Australia (ARIA)                                          | 10             |
| Canadá (Canadian Hot 100)                                 | 1              |
| Corea del Sur (Gaon)                                      | 5              |
| Escocia (Official Charts Company)                         | 1              |
| Eslovaquia (Singles Digitál Top 100)                      | 3              |
| Estados Unidos Bubbling Under Hot 100 (Billboard)         | 3              |
| Estados Unidos Alternative Digital Song Sales (Billboard) | 11             |
| Irlanda (IRMA)                                            | 1              |
| Portugal (AFP)                                            | 1              |
| Reino Unido (UK Singles Chart)                            | 7              |
| Suecia Heatseeker(Sverigetopplistan)                      | 1              |

## Certificaciones
| País (organismo certificador) | Certificación | Unidades certificadas |
| ----------------------------- | ------------- | --------------------- |
| Australia (ARIA)              | 2x Platino    | 140 000               |
| Canadá (Music Canada)         | Platino       | 80 000                |
| Dinamarca (IFPI)              | Oro           | 45 000                |
| Estados Unidos (RIAA)         | 2x Platino    | 2 000 000             |
| México (AMPROFON)             | 2x Platino    | 120 000               |
| Portugal (AFP)                | Oro           | 10 000                |
| Reino Unido (BPI)             | Oro           | 400 000               |

## Historial de lanzamiento
| País   | Fecha                 | Formato                      | Edición  | Discográfica       | Ref    |
| ------ | --------------------- | ---------------------------- | -------- | ------------------ | ------ |
| Varios | 24 de febrero de 2017 | Descarga digital y Streaming | Original | Interscope Records | [ 32 ] |